# Tamalet
Tamalet est une localité et une commune rurale du Mali, chef-lieu d'arrondissement, dans le cercle de Andéramboukane et la région de Ménaka. La commune a pour chef-lieu la localité de Tamalet.

## Histoire
La commune est créée en 2018.

## Villages et fractions
La commune est composée de 14 localités, dont 2 villages :
- Tamalet
- Tinimbarik

et 12 fractions :
- Ibhawane
- Tarbanassa
- Targhaitamout Wan Adrar
- Ibhawane Aklise
- Izarganfane
- Ibhawane-Harodi
- Targhaitamout Wan Agayog
- Kel Tabonant Imajoren
- Ikarkawane
- Tagassassamt
- Kel-Inwelane
- Kel-Inzaghui